# BD+20 2457 c
BD+20 2457 c est une exoplanète orbitant autour de l'étoile BD+20 2457 ; elle a été découverte en 2009.